# Pholis fasciata
Pholis fasciata és una espècie de peix de la família dels fòlids i de l'ordre dels perciformes.

## Descripció
- El seu cos (força comprimit, esvelt i allargat) fa 30 cm de llargària màxima i la seua coloració és de taronja vermellós brillant a groc verdós, amb sinuoses franges negres vermelloses, les quals arriben al ventre. Presenta taques blanques al llarg del dors i punts negres a l'aleta dorsal. Té una banda de color verd oliva vorejada de negre des de la part superior del cap, i travessant els ulls, fins a les galtes, seguida per una altra de color blanc vorejada de negre.
- Aletes pectorals petites (menys del 50% de la llargada cefàlica) i en forma de ventall.
- Aletes pèlviques petites i, de vegades, absents.
- 80-83 espines a l'aleta dorsal i 2 espines, i 38-42 radis tous a l'anal.
- 87-90 vèrtebres.[14][15][16][17]

## Reproducció
Hom creu que, igual que Pholis gunnellus, diposita els ous dins de les petxines buides de bivalves i els custodia.

## Alimentació
Menja crustacis i cucs.

## Depredadors
És depredat per ocells marins i bacallans (com ara, Gadus macrocephalus) i per altres peixos bentònics.

## Hàbitat i distribució geogràfica
És un peix marí, demersal (fins als 94 m de fondària, normalment entre 30 i 46 m i sobre substrats de sorra, petxines trencades, grava o roca), completament submareal i de clima polar (83°N-52°N); viu al Pacífic nord (el Japó i Alaska) i l'Atlàntic occidental (des de l'Àrtic fins a la badia de Hudson, el sud de la península del Labrador -el Canadà- i l'oest de Groenlàndia).

## Observacions
És inofensiu per als humans i és capaç de tolerar temperatures de fins a 5 °C a Terranova i de 10,5 °C a l'estret de Bering.